# 荣德帝姬
荣德帝姬（1103年—1142年之后），宋徽宗第二女，母为显恭皇后王氏。宋钦宗的同母妹妹。
初封永庆公主，改封荣福。寻改号帝姬，再封荣德。
荣德帝姬初嫁左卫将军曹晟。靖康之变被俘，按《靖康皇族陷虏记》《文献通考》等，在曹晟死后改嫁习古国王，公主在习古国王死后被金熙宗裴满皇后接入宫中居住。至少到1143年之前，公主依然在世。

## 关联
- 钱皇后，按《宋史》原是宋徽宗的宫女，按《靖康稗史》则为榮德帝姬的婢女[4]。